# Unterseeboot 1302
L'Unterseeboot 1302 ou U-1302 est un sous-marin allemand (U-Boot) de type VIIC/41 utilisé par la Kriegsmarine pendant la Seconde Guerre mondiale.
Le sous-marin est commandé le 2 avril 1942 à Flensbourg (Flensburger Schiffbau-Gesellschaft), sa quille posée le 6 mars 1943, il est lancé le 4 avril 1944 et mis en service le 25 mai 1944, sous le commandement de l'Oberleutnant zur See Wolfgang Herwartz.
Il est coulé par la marine canadienne en mer d'Irlande en mars 1945.

## Conception
Unterseeboot type VII, l'U-1302 avait un déplacement de 759 tonnes en surface et 860 tonnes en plongée. Il avait une longueur hors-tout de 67,20 m, un maître-bau de 6,20 m, une hauteur de 9,60 m et un tirant d'eau de 4,74 m. Le sous-marin était propulsé par deux hélices de 1,23 m, deux moteurs diesel Germaniawerft F46 de 6 cylindres en ligne de 1 400 cv à 470 tr/min, produisant un total de 2 060 à 2 350 kW en surface et de deux moteurs électriques Allgemeine Elektricitäts-Gesellschaft GU 460/8-276 de 375 cv à 295 tr/min, produisant un total 550 kW, en plongée. Le sous-marin avait une vitesse en surface de 17,7 nœuds (32,8 km/h) et une vitesse de 7,6 nœuds (14,1 km/h) en plongée. Immergé, il avait un rayon d'action de 80 milles marins (150 km) à 4 nœuds (7,4 km/h; 4,6 milles par heure) et pouvait atteindre une profondeur de 230 m. En surface son rayon d'action était de 8 500 milles nautiques (soit 15 700 km) à 10 nœuds (19 km/h).
L'U-1302 était équipé de cinq tubes lance-torpilles de 53,3 cm (quatre montés à l'avant et un à l'arrière) et embarquait quatorze torpilles. Il était équipé d'un canon de 8,8 cm SK C/35 (220 coups), d'un canon de 20 mm Flak C30 en affût antiaérien et d'un canon 37 mm Flak M/42 qui tire à 15 350 mètres avec une cadence théorique de 50 coups par minute. Il pouvait transporter 26 mines TMA ou 39 mines TMB. Son équipage comprenait 4 officiers et 40 à 56 sous-mariniers.

## Historique
Il suit son temps d'entraînement à la 4. Unterseebootsflottille à Stettin jusqu'au 31 décembre 1944, puis il intègre son unité de combat dans la 11. Unterseebootsflottille basée à Bergen.
Le 17 septembre 1944, l'un des membres de l'équipage se suicide par arme à feu dans le port de Gotenhafen.
Sa première et unique patrouille est précédée d'une courte escale de Kiel à Horten. Elle commence le 3 février 1945 au départ d'Horten. Équipé d'un schnorchel, le submersible opère près des côtes britanniques.
Le 28 février 1945, l'U-1302 torpille et coule un cargo à moteur britannique isolé, au sud-ouest de Strumble Head. Sept des treize membres d'équipage du navire marchand meurent dans cette attaque. Les survivants sont secourus par le NCSM Moose Jaw et débarqués à Fishguard.
Deux jours plus tard à 18 h 12, l'U-1302 attaque le convoi SC-167 et en coule deux navires dans le canal Saint-Georges, au large de Milford Haven. 
Repéré, l'U-1302 est coulé à son tour le 7 mars 1945 dans le canal Saint-Georges, par des grenades sous-marines et par des chargés de mortiers lancées des frégates canadiennes NCSM La Hulloise, NCSM Strathadam et NCSM Thetford Mines du 25e groupe d'escorte.
Les 48 membres d'équipage meurent dans cette attaque.
L'épave repose par 83 mètres de profondeur à la position géographique 52° 19′ N, 5° 23′ O.

## Affectations
- 4. Unterseebootsflottille du 25 mai 1944 au 31 décembre 1944 (Période de formation).
- 11. Unterseebootsflottille du 1er janvier 1945 au 7 mars 1945 (Unité combattante).

## Commandement
- Kapitänleutnant Wolfgang Herwartz du 25 mai 1944 au 7 mars 1945.

## Patrouilles
|       | Commandant               | Départ          | Départ | Arrivée         | Arrivée | Jours    | Succès  |
| ----- | ------------------------ | --------------- | ------ | --------------- | ------- | -------- | ------- |
|       | Kptlt. Wolfgang Herwartz | 22 janvier 1945 | Kiel   | 25 janvier 1945 | Horten  | 4 jours  |         |
| 1     | Kptlt. Wolfgang Herwartz | 3 février 1945  | Horten | 7 mars 1945     | Coulé   | 33 jours | 8 386   |
| Total | Total                    | Total           | Total  | Total           | Total   | 37 jours | 8 386 t |

Note : Kptlt. = Kapitänleutnant

## Navires coulés
L'U-1302 a coulé trois navires marchands totalisant 8 386 tonneaux au cours de l'unique patrouille (37 jours total en mer) qu'il effectua.
| Date            | Nom           | Nationalité | Tonnage | Convoi | Fait  | Localisation        |
| --------------- | ------------- | ----------- | ------- | ------ | ----- | ------------------- |
| 28 février 1945 | Norfolk Coast | Royaume-Uni | 646     | -      | Coulé | 51° 58′ N, 5° 25′ O |
| 2 mars 1945     | King Edgar    | Royaume-Uni | 4 536   | SC-167 | Coulé | 52° 05′ N, 5° 42′ O |
| 2 mars 1945     | Novasli       | Norvège     | 3 204   | SC-167 | Coulé | 52° 04′ N, 5° 42′ O |